# Эррера Аранго, Луис Фернандо
Луис Фернандо Эррера Аранго (исп. Luis Fernando Herrera; род. 12 июня 1962 года в Медельине, Колумбия) — колумбийский футболист, защитник. Известен по выступлениям за клуб «Атлетико Насьональ» и сборную Колумбии. Участник чемпионатов мира 1990 и 1994 годов.

## Клубная карьера
Эррера родился в Медельине и начал свои выступления за местную команду «Атлетико Насьональ», в которой и провел всю свою карьеру. В 1989 году он выиграл свой первый трофей, став обладателем кубка Либертадорес. В 1991 и 1994 годах Луис выиграл кубок Мустанга. В 1996 году Эррера завершил профессиональную карьеру и стал тренером.

## Международная карьера
11 июня 1987 года в товарищеском матче против сборной Эквадора Эррера дебютировал за сборную Колумбии. В том же году он принял участие в своем первом крупном международном турнире — Кубке Америки, на котором сборная завоевала бронзовые медали.
В 1990 году в составе национальной сборной он поехал на чемпионат мира в Италию. На турнире Эррера принял участие в поединках против сборных ОАЭ, Югославии, Германии и Камеруна. В 1993 году он во третий раз поехал на кубок Америки, где как и четыре года назад завоевали бронзовые медали.
В 1994 году Луис был включен в заявку на участие в чемпионате мира в США. На турнире он принял участие в поединках против сборных США, Румынии и Швейцарии. В конце этого матча Лосано отметился забитым мячом. В 1995 году Лосано во второй раз стал бронзовым призёром кубка Америки.
В 1996 году Эррера завершил карьеру в сборной сыграв за неё 66 матчей и забил 1 гол.

## Достижения
Командные
 «Атлетико Насьональ»
- Чемпионат Колумбии по футболу — 1991
- Чемпионат Колумбии по футболу — 1994
- Обладатель Кубка Либертадорес — 1989

Международные
 Колумбия
- Кубок Америки — 1987
- Кубок Америки — 1993

Индивидуальные
- Лучший бомбардир чемпионата Колумбии — 1990